# Pla de Laplace
El Pla de Laplace o Pla Laplacià d'un satèl·lit planetari, el qual rep el nom del seu descobridor Pierre-Simon Laplace (1749–1827), és un pla mitjà o pla de referència sobre l'eix del qual el pla orbital d'un satèl·lit precessiona.
El nom de Laplace de vegades s'aplica al pla invariable, el qual és el pla perpendicular del moment del vector angular mitjà d'un sistema, però aquests dos no s'han de confondre. Els dos només són equivalents en el cas que ambdós, pertorbadors i Ressonància orbital, siguin lluny del cos precessionador.

## Definició
L'eix d'aquest Pla de Laplace és coplanar amb, i entre, (a) l'eix polar de la rotació del planeta i b) l'eix orbital de l'òrbita del planeta al voltant del Sol. Sorgeix El Pla de Laplace perquè l'aplatament equatorial del planeta tendeix a causar l'òrbita del satèl·lit una precessió al voltant de l'eix polar del pla equatorial del planeta, mentre que les pertorbacions solars tendeixen a causar en l'òrbita del satèl·lit una precessió al voltant de l'eix polar del pla orbital del planeta al voltant del Sol Els dos efectes que actuen en conjunt donen lloc a una posició intermèdia per a l'eix de referència per a la precessió de l'òrbita del satèl·lit.

## Explicació
En efecte, aquest és el pla normal a la precessió orbital del pol del satèl·lit. És una espècie de "pla orbital de la mitjana" del satèl·lit, entorn del qual el plànol orbital instantani del satèl·lit té la precessió, i per al qual té una inclinació addicional constant.
En la majoria dels casos, el pla de Laplace està molt a prop al pla equatorial del seu planeta (si el satèl·lit es troba molt a prop del seu planeta) o al pla de l'òrbita del planeta al voltant del Sol (si el satèl·lit es troba lluny del seu planeta). Això es deu a la força de pertorbació del planeta en l'òrbita del satèl·lit és molt més forta per a les òrbites properes al planeta, però cau per sota de la força de pertorbació del Sol per a òrbites més allunyades. Exemples de satèl·lits on el Pla de Laplace és a prop al pla equatorial del seu planeta inclouen les llunes del planeta Mart i les llunes interiors dels plantes gegants Exemples de satèl·lits en els quals el Pla de Laplace és a prop del pla orbital del seu planeta inclouen la Lluna i els satèl·lits exteriors dels planetes gegants. Alguns satèl·lits, com Jàpet de Saturn es troben a la zona de transició i tenen plans de Laplace que estan a mig camí entre el pla equatorial del seu planeta i el pla de la seva òrbita solar.

## L'obra de Laplace
El Pla de Laplace o Pla Laplacià esplicat fins ara, reltiu a l'òbita d'un satèl·lit planetari, s'ha de diferenciar d'un altra pla descobert per Laplace que normalment s'anomena pla invariable (o el "pla invariable de Laplace"). El pla invariable es deriva de la suma dels moments angulars, i és "invariable" sobre el sistema enter, en canvi el Pla de Laplace pot ser diferent per a diferents objectes que orbitin dins un sistema.
El Pla de Laplace és el resultat d'efectes de pertorbació, els quals van ser descoberts per Laplace quan estudiava les òrbites de les principals llunes de Júpiter. Laplace va trobar que els efectes de la força pertorbadora solar i d' aplatament juntes (la seva protuberància equatorial) del planeta, al costat van donar lloc a un "inclinaison propre", una "pròpia inclinació", en el pla de les òrbites dels satèl·lits, relativa al pla de l'equador de Júpiter.